# 2017 en Islande
Chronologie de l'Islande
- 2013
- 2014
- 2015
- 2016
- 2017
- 2018
- 2019
- 2020
- 2021

Cet article présente les faits marquants de l'année 2017 en Islande ou relatifs à l'Islande.

## Gouvernement
- Président : Guðni Th. Jóhannesson
- Premier ministre : Sigurður Ingi Jóhannsson (Jusqu'au 11 janvier), Bjarni Benediktsson (du 11 janvier au 30 novembre), Katrín Jakobsdóttir (à partir du 30 novembre)

## Événements
- 11 janvier : Bjarni Benediktsson est nommé premier ministre.
- 14 janvier : disparition de Birna Brjánsdóttir, une jeune femme de vingt ans[1].
- 22 janvier : le corps de la jeune femme disparue est retrouvée huit jours plus tard sur une plage près du phare de Selvogsviti, à 40 km de l'endroit où elle avait disparu. Thomas Møller Olsen, un pêcheur groenlandais , est arrêté et reconnu coupable du meurtre de Birna Brjánsdóttir (en).  Il est condamné à 19 ans de prison[2].
- 15 septembre : le Premier ministre, Bjarni Benediktsson, convoque des législatives anticipées à la suite d'un scandale le concernant pour avoir tenté d'étouffer une affaire impliquant son père, intervenu pour faire effacer du casier judiciaire d'un ami une condamnation pour crime pédophile. Il avait aussi été fortement soupçonné d'être impliqué dans l'affaire des Panama Papers du 3 avril 2016[3].
- 30 novembre : Katrín Jakobsdóttir devient première ministre à la suite des élections législatives anticipées du 28 octobre

## Culture

### Cinéma
- Edda Awards :
  - Prix du meilleur film pour Heartstone (Hjartasteinn) de Guðmundur Arnar Guðmundsson[4]
  - Prix du meilleur acteur pour Blær Hinriksson dans Heartstone
  - Prix de la meilleure actrice pour Hera Hilmar dans The Oath
- La réalisatrice islandaise Ása Helga Hjörleifsdóttir (is) adapte le roman L'Aile du cygne (Svanurinn) de l'écrivain islandais Guðbergur Bergsson  sous le titre The Swan[5].

## Décès
- Ólöf Nordal : femme politique
- Sigurður Pálsson : poète, écrivain et traducteur
- Högna Sigurðardóttir : architecte
- Orri Vigfússon : entrepreneur et environnementaliste
- Jórunn Viðar : compositrice et pianiste